# Beeldstabilisatie

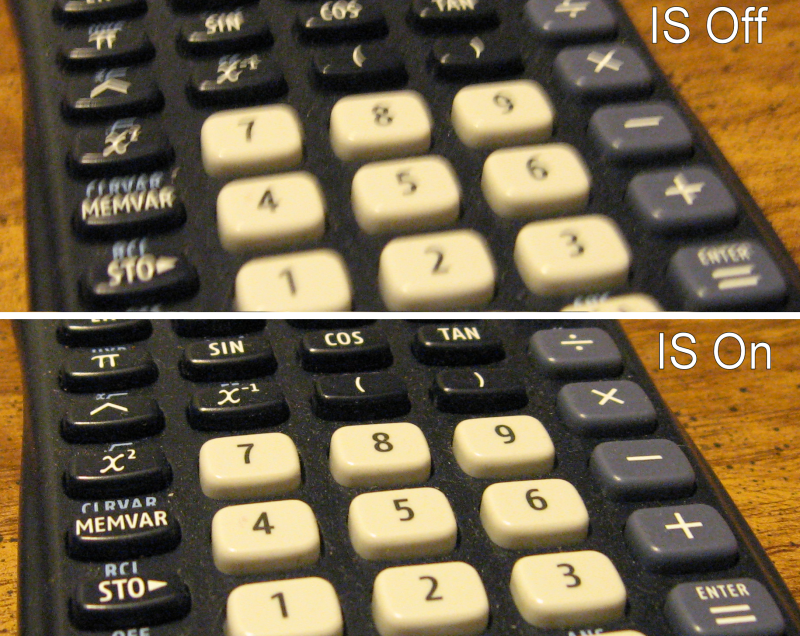
Een toetsenbord gefotografeerd zonder en met beeldstabilisatie

Beeldstabilisatie (Engels: image stabilisation, afgekort IS) is een verzamelnaam voor technieken die gebruikt worden om ongewilde bewegingsonscherpte – veroorzaakt door relatief lange belichtingstijden in verhouding tot een brandpuntsafstand – te compenseren in de fotografie.
Bij een videocamera veroorzaken camerabewegingen zogenaamde jitter in de beeldopname, reden waarom beeldstabilisatie gewenst is.
Eén mogelijkheid van beeldstabilisatie is optische beeldstabilisatie, waarbij of een lens beweegt om de onscherpte te compenseren, of de beeldsensor beweegt. Het is ook mogelijk om een digitale camera elektronisch te stabiliseren, bijvoorbeeld door de daadwerkelijke opname een fractie van een seconde uit te stellen, totdat de camera eventjes stilstaat.
Verschillende producenten hebben hun eigen terminologie voor beeldstabilisatie:
- Vibration Reduction (VR) - Nikon (maakte de eerste gestabiliseerde lens, de 38-105 mm f/4-7.8 zoom van de Nikon Zoom 700VR-camera in 1994)[1]
- Image Stabilization (IS) - Canon (voerde de eerste optische stabilisator in in 1995)
- IBIS - In Body Image Stabilisation - Olympus
- Shake Reduction (SR) - Pentax
- Optical SteadyShot - Sony Cyber-Shot
- MegaOIS - Panasonic en Leica
- Super Steady Shot (SSS) - Sony
- Optical Stabilization (OS) - Sigma
- Optical Image Stabilization (OIS) - Samsung
- Vibration Compensation (VC) - Tamron

De Nikon- en Canon-toepassingen werken met een elektromagnetisch beweegbaar lenselement. Trillingen worden gedetecteerd met twee piëzo-elektrische hoeksnelheidssensoren. Deze zogenaamde gyroscopische sensoren detecteren horizontale en verticale beweging.
Bij de versies van Olympus en Pentax is de stabilisatie in de camerabody zelf ingebouwd en werkt door het compenseren van de bewegingen van de camera met een tegengestelde beweging van de zwevend opgehangen beeldsensor. In tegenstelling tot stabilisatie via een bewegend lensdeel kan dit systeem ook compenseren voor roterende bewegingen (om de optische as). Een ander voordeel is dat dit systeem werkt voor alle lenzen, mits de camera "weet" wat de brandpuntsafstand is. Een nadeel is dan weer dat het beeld in een (optische) zoeker niet gestabiliseerd is.
Ook in sommige verrekijkers en bij astrofotografie gebruikte camera's wordt beeldstabilisatie wel toegepast. Voor een in de hand gehouden verrekijkers is het lastig om deze stil te houden, vooral bij sterkere vergrotingen. In de astronomie kunnen atmosferische brekingseffecten objecten schijnbaar van plaats doen veranderen. Bij grote telescopen worden dergelijke systemen meestal als actieve optiek en/of adaptieve optiek aangeduid.

## Noot
1. ↑  Nikon camera models 1992-1994 MIR